# كولن ووكر (لاعب كرة قدم)
كولن ووكر (بالإنجليزية: Colin Walker)‏ (7 يوليو 1929 في المملكة المتحدة - ) هو لاعب كرة قدم بريطاني في مركز الوسط. لعب مع ديربي كاونتي وGresley Rovers F.C. ‏.